# 谷物市场

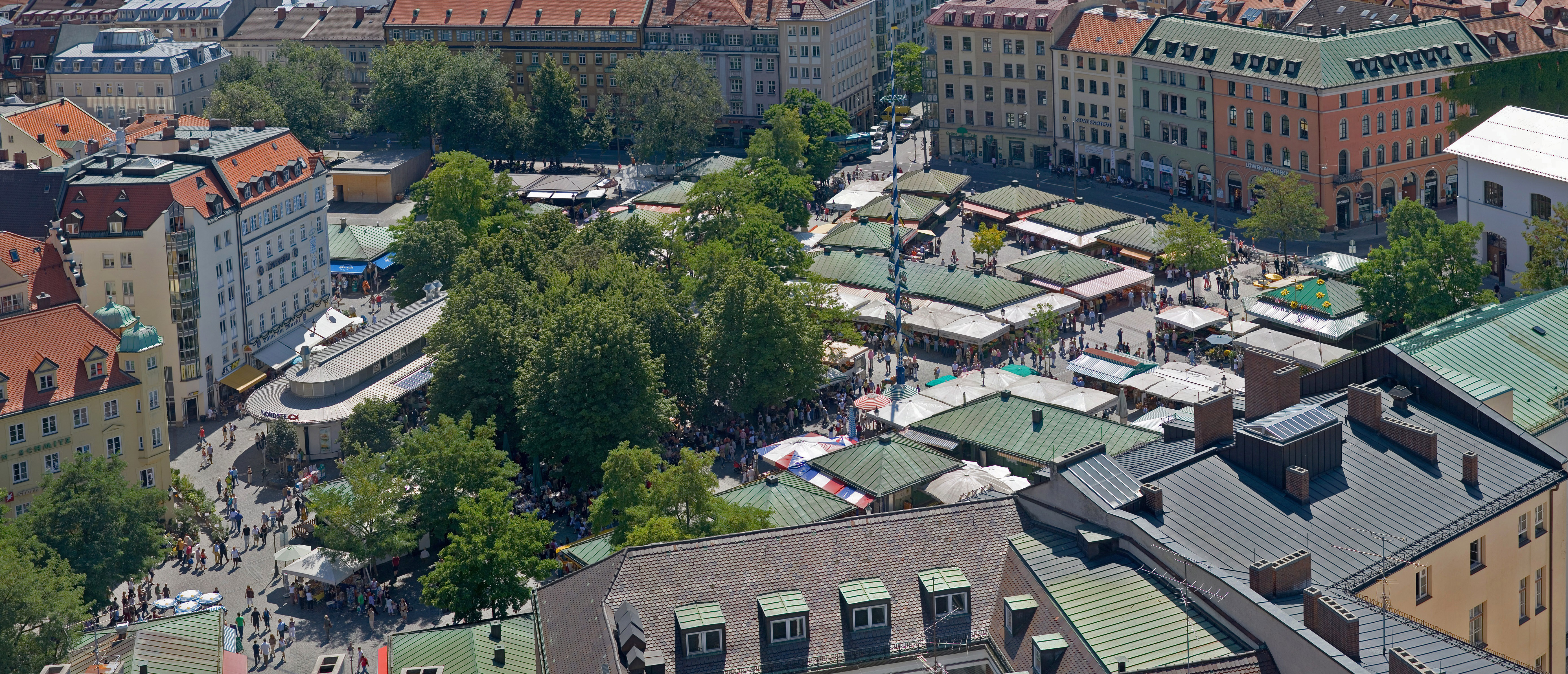
从附近的彼得教堂看市场

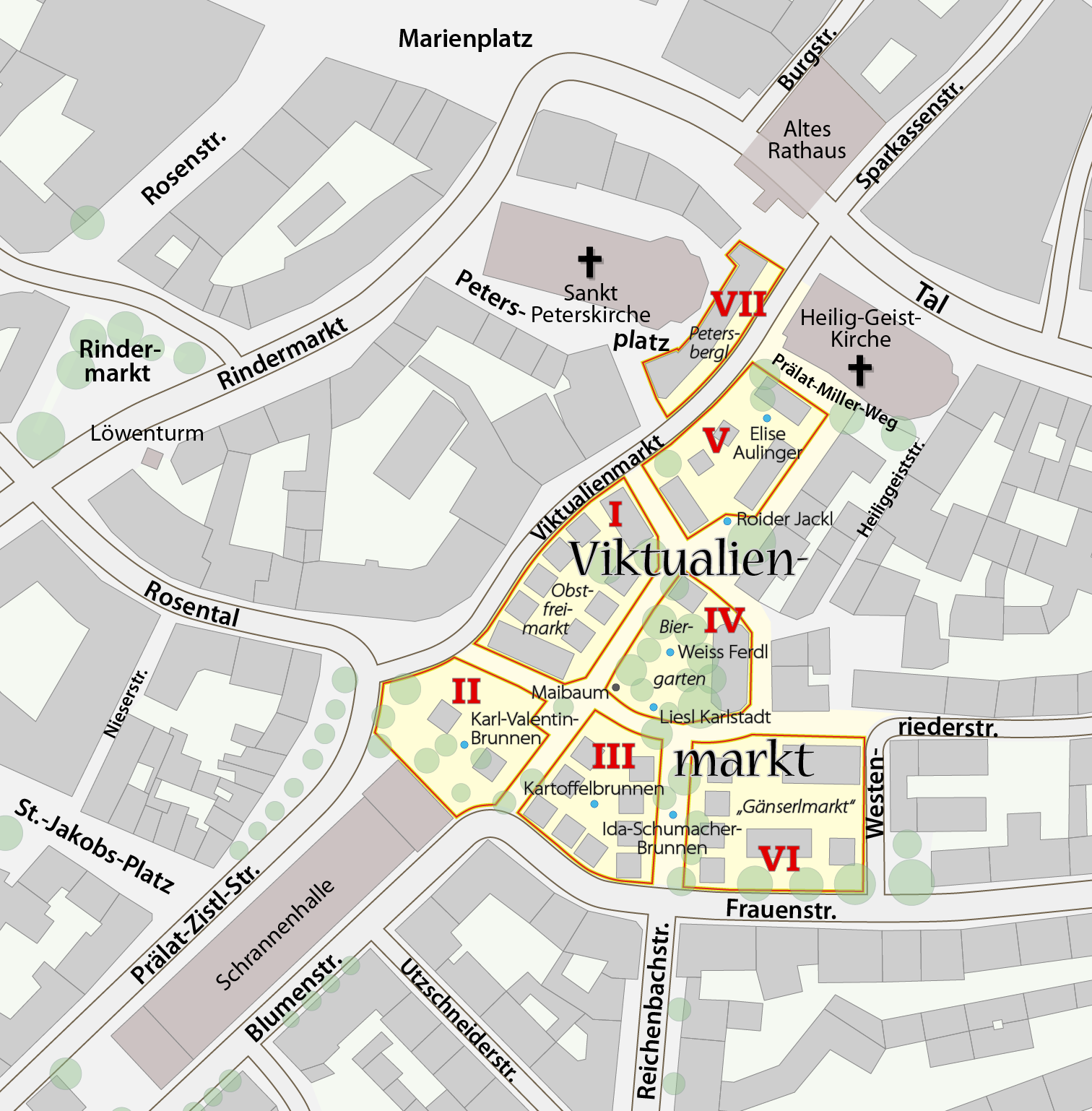

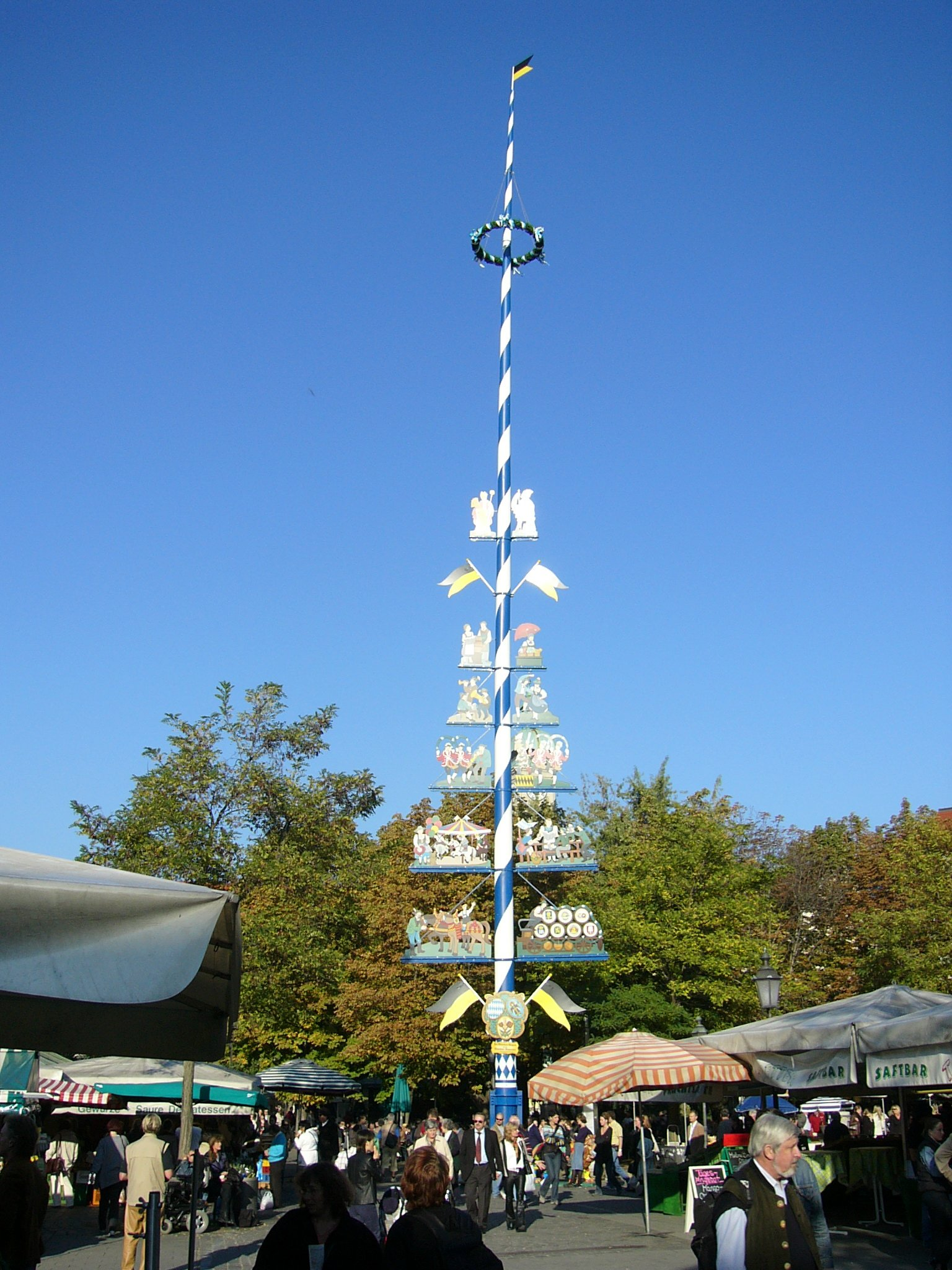
谷物市场的花柱

谷物市场（德語：Viktualienmarkt）是德国慕尼黑市内一个食品市场和广场。
谷物市场已经由最初的农民集市，发展成为一个受欢迎的美食市场。市场占地22.000m², 140个店铺出售鲜花、进口水果、猎物、家禽、调味品、奶酪、鱼、果汁等。在慕尼黑其他任何地方都找不到如此多种类的新鲜、精美的食物。所有店铺都在规定开放时间（周一到周六到晚8时）开放。花店、面包房和餐馆则有自己特别的开放时间。